# Dom (gora)
Dom je gora v Peninskih Alpah, ki se nahaja med kraljema Randa in Saas-Fee v kantonu [[Valais], Švica. S svojim 4545 m visokim vrhom je tretja najvišja gora v Alpah in druga najvišja v Švici za Monte Rosa.  Dom je glavni vrh skupine Mischabel (nemško: Mischabelhörner), najvišjega masiva, ki leži v celoti v Švici.
Čeprav Dom v nemščini spominja na "kupolo", to lahko pomeni tudi "stolnica" in gora je imenovana po Canonu Berchtoldu Sitten stolnica, prvi osebi, ki je raziskala bližino. 
Nekdanje ime Mischabel izvira iz starodavnega nemškega narečnega izraza za vile, saj oblika najvišjih vrhov masiva spominja nanje. 

## Geografski podatki
Dom je končna točka verige, ki teče od Schwarzberghorna na jugu, preko križišča z glavno verigo Alp (Alpska razvodnica), do Distelhorna na severu in se konča nad mestom Stalden. Veriga se nahaja v celoti v švicarskem okrožju Visp.
Dve dolini, ki ju veriga ločuje sta Mattertal na zahodu in Saastal na vzhodu. Mesti Randa in Saas-Fee ležita tako šest kilometrov od vrha (na zahod in vzhod). Razlika nadmorske višine med vrhom in dolino je na zahodni strani (Randa) 3000 m in na vzhodni strani (Saas-Grund) 3150 m. Na strani Mattertal je Dom skoraj enako visok kot Weisshorn in na Saastal strani kot Weissmies. 
Ker Dom ni na glavni alpski verigi, reke tečejo tako na zahodno kot vzhodno stran masiva in se končajo v isti večji reki Roni, preko  rek Mattervispa in Saaservispa. Zato je Dom najvišja gora v Alpah s to posebnostjo.
Skupina Mischabel vključuje številne vrhove nad 4000 metrov. Na severu leži Nadelgrat, ki ga sestavljajo Lenzspitze, Nadelhorn, Stecknadelhorn, Hohberghorn in Dürrenhorn. Nadelgrat je dobro viden iz severa in daje masivu značilen vilast videz. Drugi najvišji vrh masiva je Täschhorn na jugu s 4491 m in južno od njega, značilno raven vrh Alphubel. Skupno osem vrhov višjih od 4000 m tvori masiv Mischabel.  Druga pomembna vrhova masiva sta Ulrichshorn in Balfrin. Dom ima zahodno ramo (4479 m) in vzhodno ramo (4468 m).
Na splošno območja nad 3000 m pokrivajo ledeniki, dva največja sta Ried ob vznožju Nadelgrata in Fee ob vznožju gore Dom, pod njeno vzhodno stranjo.

## Geologija
Masiv je skoraj v celoti sestavljen iz gnajsa iz Siviez-Mischabelovega pokrova. Slednji je del Briançonskega mikrokontinenta in se nahaja v Peninskem pokrovu. Dom je sedimentna gora.

## Zgodovina osvajanj
Prvi vzpon je bil izveden iz Festigrata (severozahodni greben) 11. septembra 1858, opravil ga je častiti John Llewelyn-Davies in vodniki Johann Zumtaugwald, Johann Krönig in Hieronymous Brantschen. 
Prvi vzpon na zahodnem grebenu (nad Festikinlücke) so izvedle 4. septembra 1878 gospe E. P.  Jackson in Percy W. Thomas in vodniki Aois Pollinger, Josef Truffer, Josef Marie Biner, Josef Imboden in Josef Lengen iz Sv. Niklausa v kantonu Valais. Ti so vodili preko zahodne stene in dosegli Festigrat pred prihodom na vrh. Prvi popoln vzpon po zahodnem grebenu je bil izveden kasneje leta 1882, Paula Güssfeldta sta vodila Alexander Burgener in B. Venetz. Neposredno po zahodni steni se je prvič povzpelo leta 1962.
1000 metrov visoko vzhodno lice nad Saas-Feejem je leta 1875 preplezali J. Petrus, A. in W. Puckle in L. Noti.
Pot na južni strani sta prva opravila avgusta 1906 Geoffrey Winthrop Young in R. G. Major z vodniki Josef Knubel in Gabriel Lochmatter iz Sv. Niklausa v kantonu Valais. Po Youngovem mnenju je bil pristop bolj nevaren kot jugozahodna stena bližnjega Täschhorna, ki sta jo preplezala dva tedna prej.
18. junija 1917 sta Arnold Lunn, pionirski smučarski alpinist in Josef Knubel iz Sv. Niklausa prva opravila smučarski vzpon na Dom po ledeniku Hohberg (severna stran). 

## Pristopi in koče
Kljub precejšnji višini nad okoliškima dolinama, je vzpon na Dom zelo preprost, saj normalna pot ne predstavlja večjih težav. 3100-metrski vzpon ima objektivne nevarnosti le v zgornjem delu. Žičnice in drugi objekti se nahajajo le na območju Saas-Feeja na vzhodni strani gore, od koder so vse poti težke.
Najlažji način poti na vrh se začne iz kraja Randa, kjer je železniška postaja (1407 m) proge Matterhorn-Gotthard. Iz Randa vodi pot do planinske koče Dom (2940 m), ki jo prečka tudi Evropska pešpot v bližini koče Europa. Plezanje na goro zahteva prenočitev. Najbolj priljubljena prenočišča so koča Dom in kampiranje eno uro višje od koče. Kočo je treba rezervirati vnaprej. Običajna pot se začne od koče in gre na ledenik Festi proti prevalu Festijoch (3720 m). Potem pa sledi ledenik Hohberg do vrha nad severno steno. Festigrat je severozahodni greben na katerega se gre neposredno iz Festijocha do vrha. Zaželen je pri plezalcih, ki se želijo izogniti dolgim pobočja severnega boka.
Koča Mischabel na vzhodni strani pod Lenzspitze se uporablja za vzpon nižjih vrhov, kot so Nadelhorn, Lenzspitze in ostali vrhovi na Nadelgrat. 

## Razgledi iz običajne poti
- Koča Dom
- Dom nad kočo z ledenikom Festi
- Na ledeniku Hohberg pred severnim licem
- Pogled proti vzhodu na vrh
- Vrh